# Lam Tsuen River
Lam Tsuen River är vattendrag i Hongkong (Kina). De ligger i den norra delen av Hongkong.